# みうら湯
黒湯天然温泉 みうら湯（くろゆてんねんおんせん みうらゆ）は、京急グループの京急開発が横浜市内で運営するスーパー銭湯（日帰り温泉施設）である。

## 概要

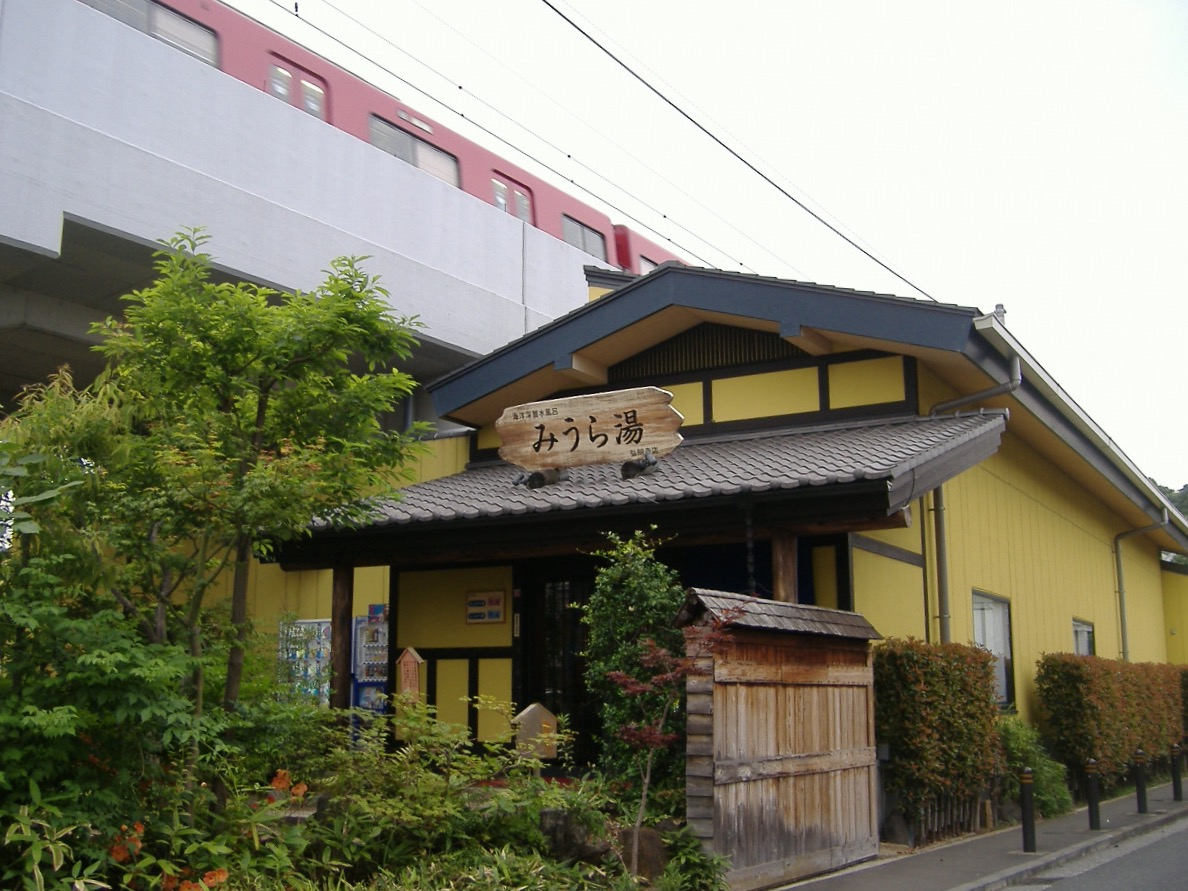
みうら湯、リニューアル前の外観（2008年7月15日撮影）

日本で初めての海洋深層水を使用したスーパー銭湯として2003年6月24日に開業（現在は海洋深層水を使用していない、詳細は後述）。海洋深層水は、同じ京急グループの三浦ディーエスダブリュが三浦半島沖の相模湾水深330m付近から取水していた。また、2005年3月24日にリニューアルオープンし、天然温泉も導入した。「さっぱり湯」と「しっとり湯」の2種類の浴室（それぞれ男湯および女湯のどちらかに該当）があり、週ごとに男女の浴室を入れ替えている（毎週月曜に入れ替えを実施、後述のリニューアル後も2種類の浴室による週ごとの男女浴室入れ替えは継続されている）。
三浦ディーエスダブリュの事業廃止に伴い、2008年9月末をもって海洋深層水温浴を終了、同年10月23日に露天風呂他一部浴槽を天然温泉にリニューアルし、以降は天然温泉および上水を使用している。なお、海洋深層水温浴を終了する以前は内湯で温泉を使用し、露天風呂と「しっとり湯」のミストサウナで海洋深層水を使用していた。
当館は京浜急行の高架橋下に位置するが、橋脚が耐震工事の対象となることから2015年4月1日より1年間の長期休館に入った。その後は予定通り、ちょうど1年後となる2016年4月1日にリニューアルオープン（人工の炭酸泉を新たに導入したほか、ロビー・脱衣所・浴室等の内装も改装）を果たし、営業を再開している。

## 泉質
以下は当館が使用している黒湯天然温泉の泉質である。なお、この温泉は冷鉱泉であるため、加温・循環使用している。
- 源泉名 : みうら湯　弘明寺温泉
- 療養泉の分類：ナトリウム-炭酸水素塩冷鉱泉
- 鉱泉の分類：低張性-弱アルカリ性（pH値8.33） -冷鉱泉（泉温18.9℃）

## 所在地
〒232-0063 神奈川県横浜市南区中里1丁目25—1

### 交通
- 神奈川中央交通「206」・「港61」・「船20」の各系統で、「南小学校前」停留所（鎌倉街道上）[7]から徒歩3分。
- 京浜急行電鉄本線弘明寺駅から徒歩7分。
- 横浜市営地下鉄ブルーライン弘明寺駅から徒歩8分。